# Adrian Boult
Sir Adrian Cedric Boult (født 8. april 1889 i Chester, England, død 22. februar 1983 i London, England) var en engelsk dirigent.
Boult studerede hos dirigenten Arthur Nikisch, og hører til en af Englands store dirigenter i det 20. århundrede.
Han var specielt fornem i de engelske værker, såsom af komponisterne, Ralph Vaughan Williams, Edward Elgar, Frederick Delius, Gustav Holst og Humphrey Searle.
Han uopførte bl.a. Williams' 4., 5. og 6. symfoni og Holsts orkestersuite Planterne.
Han var også den første engelske dirigent, som opførte Alban Bergs Wozzeck og Doktor Faust i England.
Boult dirigerede oftest Philharmonia Orchestra, London Philharmonic Orchestra og London Symphony Orchestra.

## Indspilninger på pladeselskaber
Denne liste er ufuldstændig; hjælp gerne med at udfylde den.
- EMI, Everest Records, Philips